# Adolfo Fernández Saínz
Juan Adolfo Fernández Saínz (* 30. November 1948 in San Luis, Provinz Pinar del Río, Kuba) ist ein kubanischer Journalist und Dissident, der von 2003 bis 2010 wegen regierungskritischer Äußerungen inhaftiert war. Bedingung für die Freilassung war seine unmittelbare Ausreise nach Spanien, die einen Tag später erfolgte.

## Tätigkeit vor der Inhaftierung
Adolfo Fernández Saínz arbeitete als Übersetzer für staatliche Einrichtungen. Außerdem war er für die inoffizielle Presseagentur „Patria“ in Havanna tätig.
Insbesondere äußerte er sich kritisch gegenüber der Regierung Fidel Castro und setzte sich für die Demokratisierung Kubas ein.

## Verhaftung
Am 18. März 2003 wurde Juan Adolfo Fernández Saínz im Rahmen der größten Verhaftungswelle (Schwarzer Frühling) in Kuba seit Beginn der Revolution von 1959 festgenommen. In einem Schnellverfahren wurde er zu 15 Jahren Gefängnis verurteilt. Grundlage des Urteils war das Gesetz 88 (Art 6.1) zur Sicherung der nationalen Unabhängigkeit und Wirtschaft Kubas. Als Beweismaterial waren bei einer Hausdurchsuchung am Tag seiner Verhaftung zahlreiche Gegenstände beschlagnahmt worden, unter anderem eine elektrische Schreibmaschine, Ausgaben der Parteizeitung Granma mit von Fernández Saínz vorgenommenen Unterstreichungen von Textpassagen, sowie indizierte Bücher wie die Romane Farm der Tiere und 1984 von George Orwell.

## Haftbedingungen
Nach Angaben seiner Familie erhielt Adolfo Fernández Saínz keine ausreichende medizinische Versorgung und litt unter anderem an einer Nierenzyste, einer Prostataerkrankung, einem Bandscheibenvorfall und Arthritis.
Außerdem wurde dem praktizierenden Christen der Zugang zu Christlicher Literatur sehr erschwert.
Seine Familienangehörigen durften ihn nur einzeln besuchen. Durch die Entfernung von 800 Kilometern von seiner Heimatstadt Havanna entstanden seiner Familie jedes Mal erhebliche Reisekosten. Dennoch wurden Besuchstermine kurzfristig ausgesetzt oder verlegt.

## Kampagnen zur Freilassung
Seit 2006 betrieb Amnesty International eine groß angelegte Kampagne zur Befreiung von Adolfo Fernández Saínz. Außerdem setzten sich die internationalen Journalisten-Schutzorganisationen Reporter ohne Grenzen und Committee to Protect Journalists für ihn ein, ebenso der Interamerikanische Presseverband IAPA. Das Komitee für inhaftierte Schriftsteller des internationalen Autorenverbands P.E.N. und mehrere nationale Zentren des Verbands engagierten sich für seine Freilassung – P.E.N. England machte ihn zum Ehrenmitglied. Viel beachtete internationale Medien berichteten über seinen Fall. Von Kuba aus kämpfte die von seiner Ehefrau Julia Núñez mit anderen Ehefrauen und Müttern der 2003 inhaftierten gegründete Gruppe Damas de Blanco (Damen in Weiß) trotz vielfältiger Repressalien seitens des kubanischen Regierungsapparates für die Freiheit des Journalisten und seiner politischen Mithäftlinge. Auch befreundete Journalisten auf Kuba, die trotz Anfeindungen weiter berichteten, erinnerten in ihren Berichten an seine Inhaftierung, darunter die international bekannte Bloggerin Yoani Sánchez, mit der und mit deren Ehemann Fernández Saínz befreundet war.

## Freilassung und Ausreise
Fernández Saínz' Freilassung am 19. August 2010 war das Ergebnis von Verhandlungen der kubanischen Regierung mit Vertretern der katholischen Kirche und der Regierung Spaniens im Frühjahr 2010, die nach dem international stark beachteten Tod des politischen Gefangenen Orlando Zapata Tamayo aufgenommen worden waren. Im gleichen Zusammenhang wurde auch die Freilassung der übrigen 51 noch inhaftierten politischen Gefangenen aus der Gruppe der 75 im Frühjahr 2003 verurteilten Bürgerrechtler, Bibliothekare und Journalisten vereinbart. Fernández Saínz gehörte unter den Häftlingen zu denjenigen, die einer unmittelbaren Ausreise in Begleitung ihrer Familienangehörigen ins Exil nach Spanien zustimmten und diese ab Juli 2010 antreten konnten. Die Entlassungen von 13 Mitgefangenen, die nicht bereit waren, ihr Land zu verlassen, verzögerte sich trotz mehrfacher Ankündigung um mehrere Monate. Erst am 23. März 2011 wurden mit José Daniel Ferrer und Félix Navarro die letzten der „Gruppe der 75“ auf Widerruf („licencia extrapenal“) aus der Haft entlassen.
Am 20. August 2010 traf Fernández Saínz in Begleitung seiner Ehefrau und eines Schwagers in Madrid ein. Im November 2010 übersiedelte das Ehepaar von Spanien nach Miami, wo ihre Tochter bereits seit 2007 lebt.